# Cacia sexplagiata
Cacia sexplagiata là một loài bọ cánh cứng trong họ Cerambycidae.